# 社區聯盟猶太會堂

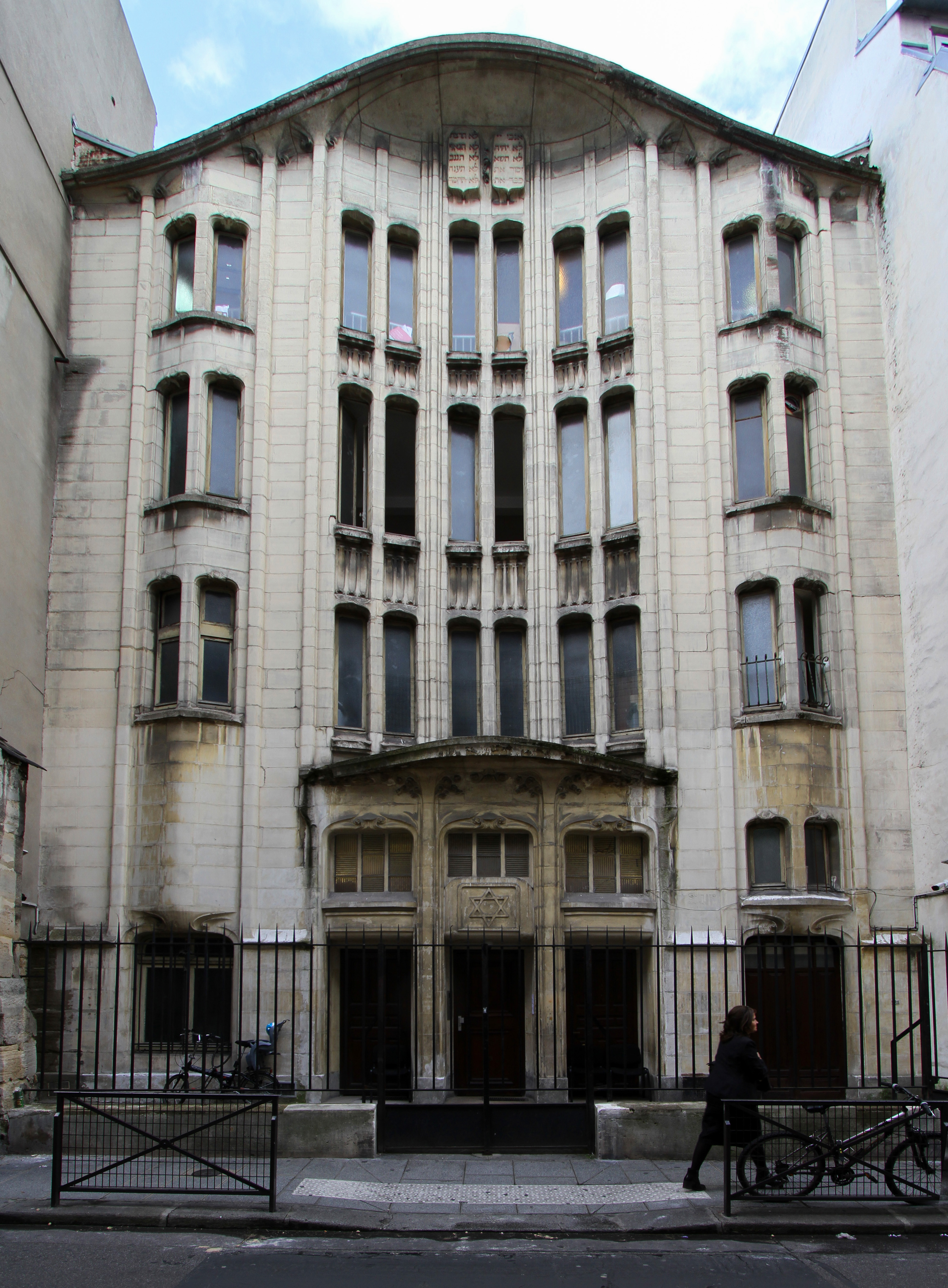

社區聯盟猶太會堂 (אֲגֻדָּת־הַקְּהִלּוֹת, Union of the communities）是位於法國巴黎第四區的一座猶太會堂。這座猶太會堂的外觀是新藝術運動風格，由艾克特·吉瑪設計。這座猶太會堂修建於1913年至1914年。

## 外部連結
- website （页面存档备份，存于）